# Ложная лисичка
Ло́жная лиси́чка, также говору́шка ора́нжевая, гигрофоро́псис оранжевый (лат. Hygrophorópsis aurantíaca), — гриб семейства Hygrophoropsidaceae.

## Описание

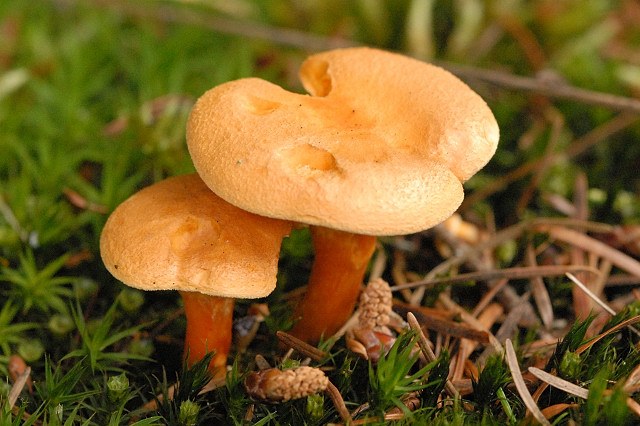

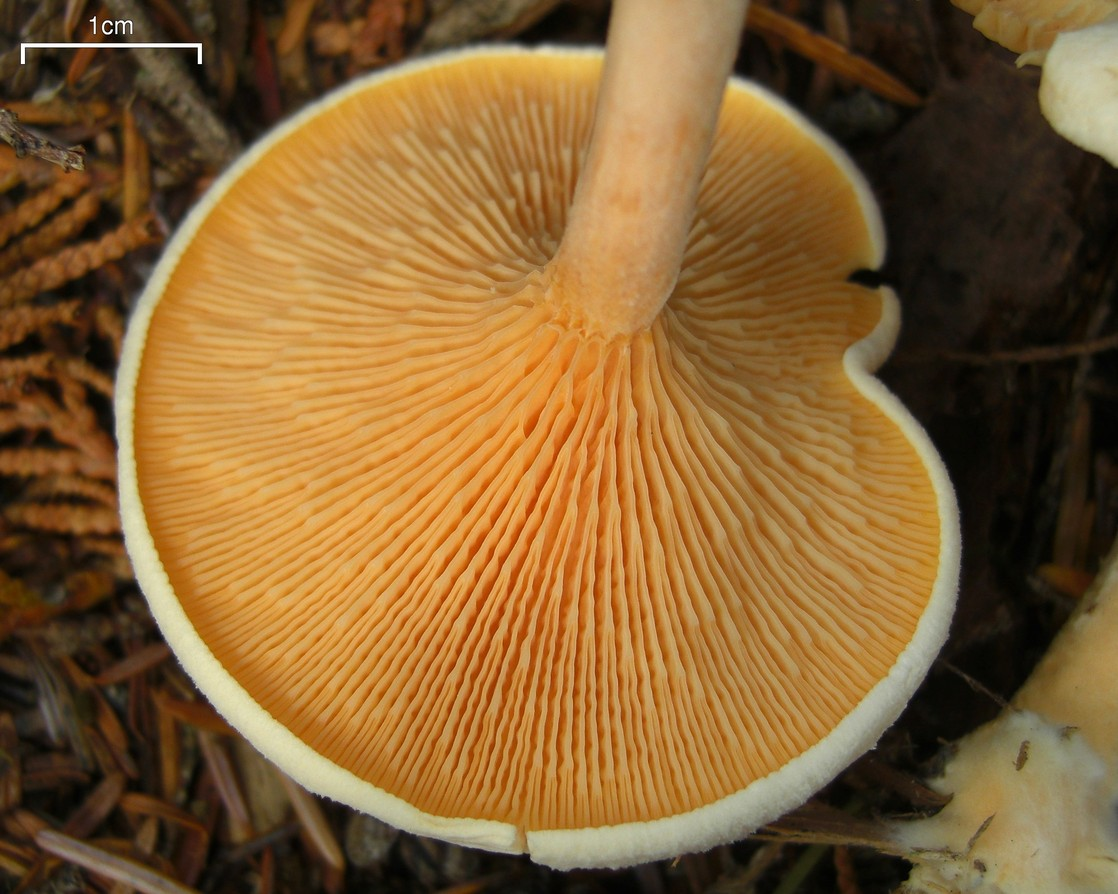

Шляпка 1,5—6 см в диаметре, сначала почти плоская, затем вдавленная и воронковидная, с опущенным краем, не гигрофанная. Окраска обычно ярко-оранжево-жёлтая или оранжево-охристая, иногда охристо-бежевая или даже желтовато-белая, или, напротив, красно-оранжевая. Поверхность бархатистая.
Гименофор пластинчатый, пластиночки отсутствуют, пластинки сильно нисходящие на ножку, тонкие, частые, без анастомозов, неоднократно разветвлённые, обычно окрашенные в более яркие оранжево-жёлтые до оранжево-красных тона, реже бледно-желтоватые до беловатых.
Ножка 1—5 см длиной и не более 1 см толщиной, ровная, нередко изогнутая и эксцентрическая, с ватообразной мякотью, волокнистая, одного цвета со шляпкой, в основании более тёмная до почти чёрной.
Мякоть шляпки беловатая или желтоватая, со слабым грибным или сладковатым запахом.
Споры 6—8×3,5—4,5 мкм, толстостенные, декстриноидные. Базидии обычно четырёхспоровые. Хейлоцистиды отсутствуют.

## Пищевые качества

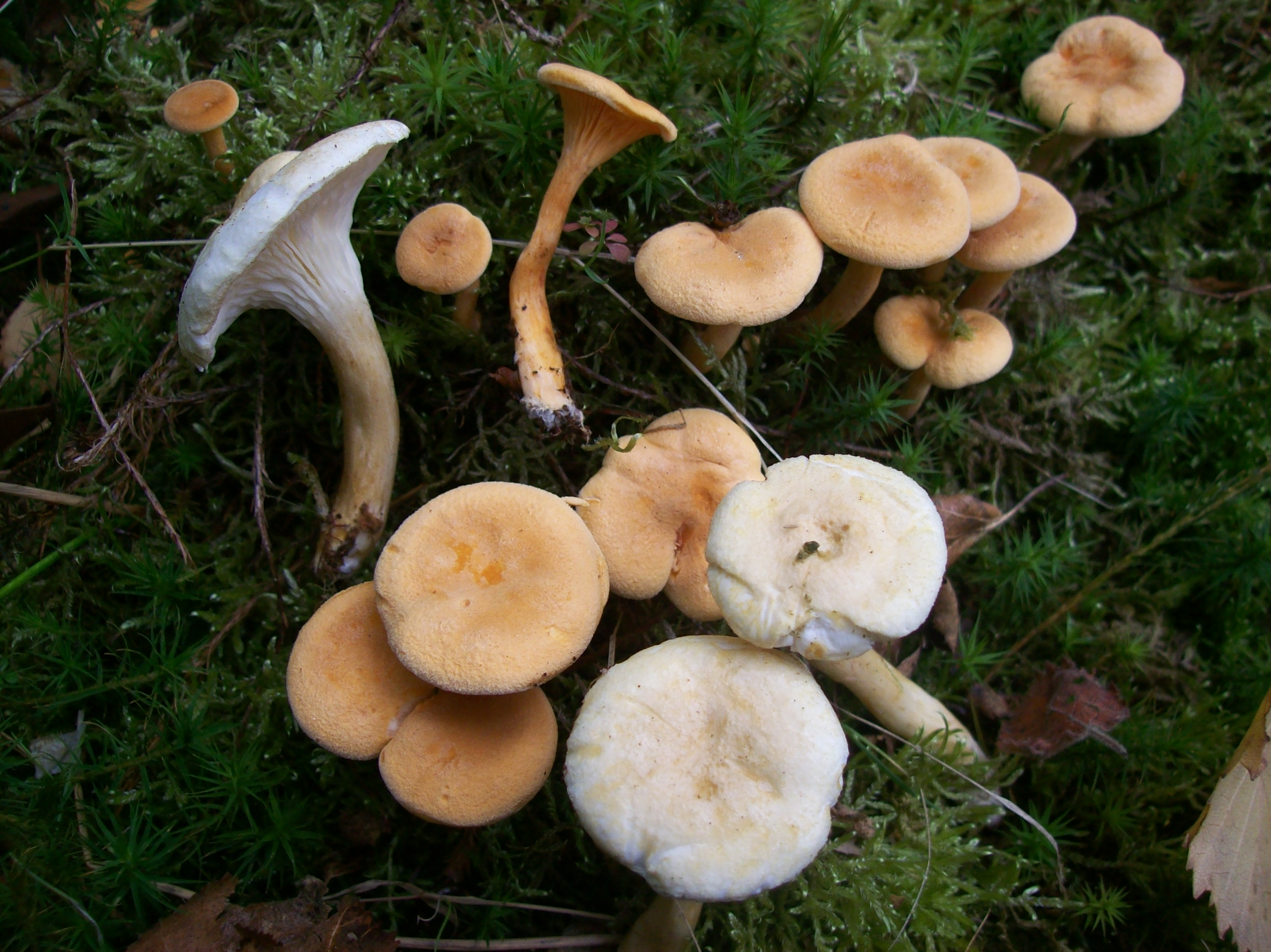

Сведения о токсичности противоречивы. В американской литературе последних лет вид, как правило, причисляется к съедобным грибам низкого качества, однако, обычно, с оговоркой, что у некоторых людей может возникнуть незначительное желудочно-кишечное отравление, или же к не рекомендуемым к употреблению в пищу, однако, вероятно, съедобным грибам. Также указывается, что незначительное отравление может произойти при употреблении в пищу большого количества гриба.
В Великобритании, где вид также обычно считается съедобным, сообщалось о единичных случаях галлюциногенного эффекта после употребления гриба, однако, вероятно, это относится к ошибочному определению неопытными сборщиками лисичек какого-то вида гимнопила.
Во Франции вид относится к съедобным грибам низкого качества с оговорками о случаях галлюциногенного эффекта.
В России считается малоизвестным съедобным грибом, условно-съедобным грибом, требующим длительной предварительной обработки, или же несъедобным из-за неприятного вкуса грибом.

## Экология и распространение
Растёт на почве в хвойных и мелколиственных лесах, на лесной подстилке, на гниющей хвойной древесине.
Широко распространена по всему Северному полушарию.